# وندلیکورت
وندلیکورت (به فرانسوی: Vandélicourt) یک کامین در فرانسه است که در Canton of Ribécourt-Dreslincourt واقع شده‌است.

## خصوصیات
وندلیکورت ۴٫۶۷ کیلومترمربع مساحت و ۲۰۲ نفر جمعیت دارد و ۸۵ متر بالاتر از سطح دریا واقع شده‌است.